# 에스트레마두라어
에스트레마두라어 (estremeñu, Extremaduran)는 로망스어군에 속하는 이베리아 계통 언어로서 스페인에서 많이 쓰이는 언어이다. 대개는 에스트레마두라 지방에서 많이 쓴다.

## 방언
에스트레마두라어는 북부(고지대), 중앙지대와 남부(저지대)의 세 분류로 나뉜다. 북부 방언은 대개 에스트레마두라 지방 북서 지방, 살라만카의 남서쪽, 카스티야레온 지방 일부에서 쓰인다. 중앙부와 남쪽 부분의 방언이란 세비야, 안달루시아 지방에서 많이 쓰이며 일부에서는 18세기 카스티야어의 방언으로 출발하여 변형된 것으로 보기도 한다. 포르투갈의 국경지대에 위치한 바란코스는 포르투갈의 방언이 쓰이는데 에스트레마두라어의 영향을 상당히 많이 받았으며 지역에서는 "Barranquenho"로 별칭되기도 한다. 북부의 에스트레마드라어는 남부 살라만카 지방에서도 혼용 형태로 나타난다.

## 관련 기구
에스트레마두라어를 총괄하는 언어 협회가 존재하며 이름은 APLEx이다. 에스트레마두아어를 보호하고 관련 언론을 육성하도록 하는 일을 주로 하고 있다. 지역 문화 정보지 〈Iventia〉는 오랜 방언인 "palra d'El Rebollal"와 에스트레마두어판을 함께 제작한다., written in the new unified Extremaduran and the old sub-dialect .